# آستون مارتین سیگنت

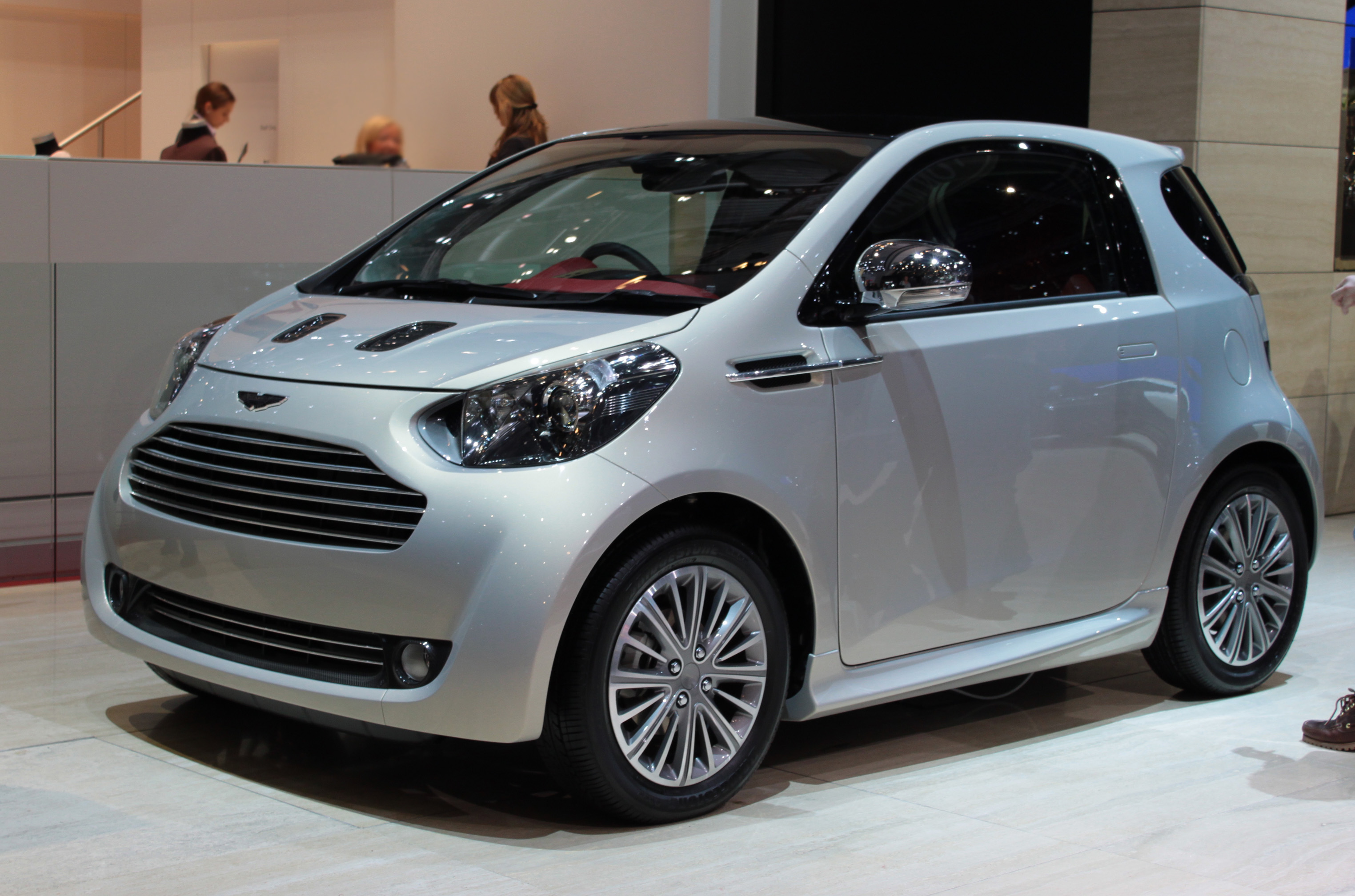
نمای جلوی آستون مارتین سیگنت

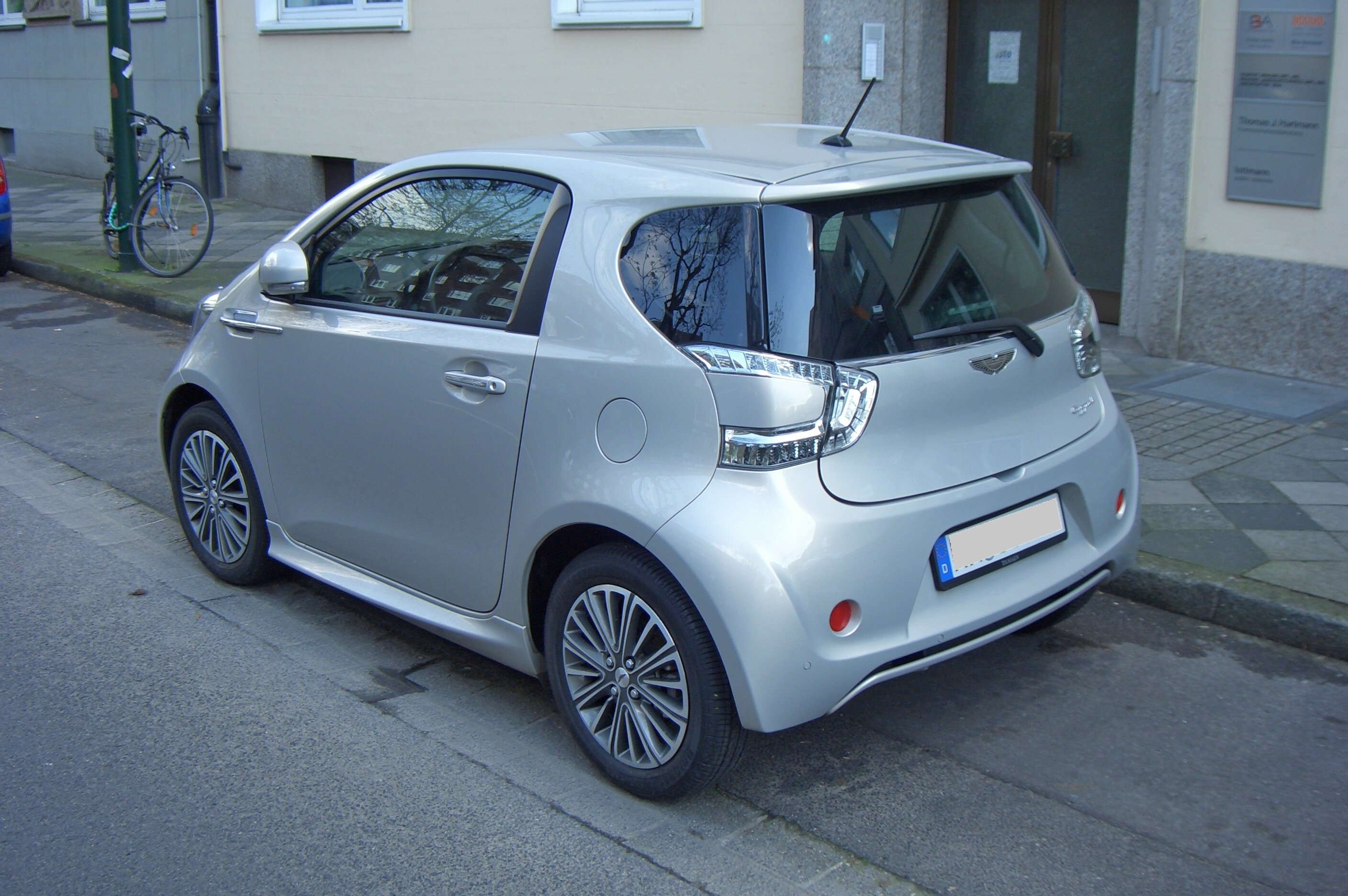
نمای پشت آستون مارتین سیگنت

آستون مارتین سیگنت (به انگلیسی: Aston Martin Cygnet) خودرویی است که در حدفاصل سال‌های ۲۰۱۱ تا ۲۰۱۳ توسط شرکت استون مارتین تولید شد. این خودرو در کلاس خودرو شهری قرار گرفته، طراحی آن خودروهای موتور جلو-محور جلو بوده‌است.
سیگنت در اصل نسخه بازنشانی شده تویوتا آی‌کیو است و ترکیبی از عصاره‌های آستون مارتین در یک بدنه کوچک بود که به یک‌کلام افتضاح از بار درآمد. این خودرو تلاشی ناموفق از آستون مارتین تلقی می‌شود که از آن در این مدت تنها کمتر از ۳۰۰ دستگاه تولید شد. از آن‌زمان به بعد آستون مارتین دیگر هیچگاه تصمیمی برای ارائه یک خودروی کوچک شهری نگرفته‌است.
موتور ۱٫۳۳ لیتری این خودرو ۹۷ اسب بخار نیرو و ۱۲۳ نیوتن متر گشتاور تولید می‌کند. این خودرو با کمک یک گیربکس شش سرعته دستی شتاب ۱۱٫۸ ثانیه و با کمک یک گیربکس سی‌وی‌تی اتوماتیک شتاب ۱۱٫۶ ثانیه ای را به ارمغان می‌آورد. حداکثر سرعت آن هم ۱۷۱ کیلومتر بر ساعت اعلام گردیده‌است.
اما نسخه مفهومی این خودرو که وی۸ سیگنت نام دارد مجهز به یک موتور وی۸ است که قدرتی معادل ۴۳۰ اسب بخار دارد. از این خودرو تنها یک نسخه وجود دارد که در فستیوال سرعت گودوود ۲۰۱۸ از آن معرفی شد.